# Museu Nacional de História Natural

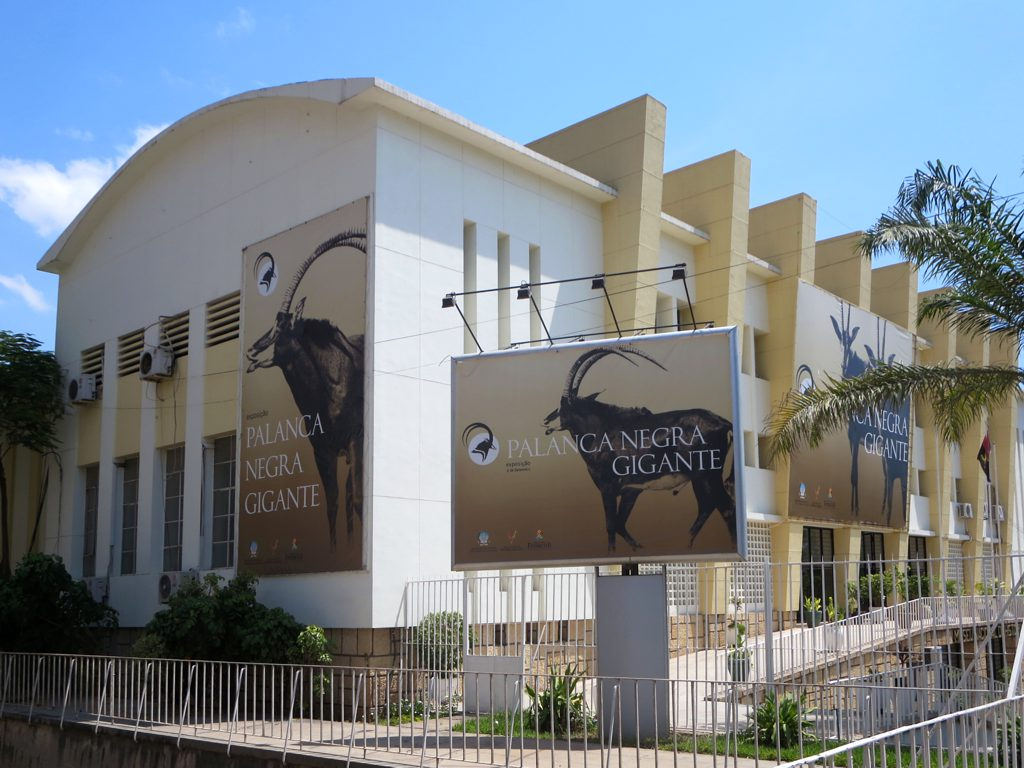
Nationalmuseum für Naturkunde in Luanda

Das Museu Nacional de História Natural (portugiesisch; deutsch: Nationales Museum für Naturgeschichte) ist ein staatliches Museum für Naturkunde im Zentrum von Luanda, in dem die Tier- und Pflanzenwelt Angolas konserviert und ausgestellt wird.

## Geschichte
Das Museum wurde 1938 unter dem Namen Museu de Angola gegründet und in der Festung São Miguel von Luanda untergebracht. Neben der Zoologie und Botanik gab es Ausstellungen der Ethnographie, Kunstgeschichte, Geologie und Wirtschaft. Im Annex befand sich eine Bibliothek und das historische Kolonialarchiv. Im Jahr 1956 wurde für die naturkundliche Sammlung ein neues Gebäude im modernistischen Stil errichtet und dafür die architektonisch wertvolle Markthalle von Kinaxixi gegen den Protest von Oscar Niemeyer abgerissen. Nach der Unabhängigkeit Angolas erhielt es im Mai 1976 seinen aktuellen Namen. Im Mai 2014 wurde das Museum für Renovierungs- und Umbauarbeiten vorübergehend geschlossen und im November 2016 wiedereröffnet.

## Sammlung
Im dreigeschossigen Museum gibt es 37 Dioramen mit Säugetieren – einschließlich Meeressäuger – Reptilien, Amphibien und Vögeln. Hierzu gehören die Riesen-Rappenantilope, das Wappentier Angolas, und ein 15 Meter langes Walskelett, sowie Leoparden, Fleckenhyänen, Makaken und Anakondas. In 11 weiteren Dioramen werden Fische und andere Meerestiere wie Mollusken und Muscheln ausgestellt, darunter das im alten Königreich Kongo benutzte Muschelgeld Zimbo. In einer Wandelhalle befinden sich Schmetterlinge und andere Insekten.

## Projekt
Aufgrund des alten und begrenzten Sammlungsbestands wurde im Jahr 2013 ein Projekt zur Erweiterung gestartet, welches die Öffentlichkeit aufruft, dem Museum geeignete Wildtiere der verschiedensten Gattungen, die in schlechtem Gesundheitszustand oder gerade gestorben sind, zur Verfügung zu stellen. Bereits seit einiger Zeit sind wissenschaftliche Assistenten des Museums und Studenten der Naturwissenschaftlichen Fakultät der Universidade Agostinho Neto auf der Suche nach neuen Tierarten, die sie präparieren und ausstellen können.